# Gaios (Steinmetz)
Gaios (altgriechisch Γαῖος) war ein griechischer Steinmetz, der in der mittleren Kaiserzeit in Isaurien tätig war.
Gaios war Sohn des Steinmetzes Paulos, sein Sohn war der Bildhauer Appas Porindeus. Gemeinsam mit seinem Bruder Appatas und mit Zezis Porindeus erbaute er den Peribolos um das Zeus-Heiligtum von Astra. Er war einer der als Technitai bezeichneten Handwerker, die sowohl als Bildhauer als auch als Bauarbeiter arbeiteten.